# Andropogon lacunosus
Andropogon lacunosus là một loài thực vật có hoa trong họ Hòa thảo. Loài này được J.G.Anderson mô tả khoa học đầu tiên năm 1962.